# Torg
Torg (The Other Roleplaying Game) est un jeu de rôle de fantasy américain édité par West End Games en 1990.

## Univers du Jeu
Torg est un jeu de rôle multi-univers, où les Univers ont la fâcheuse tendance à cohabiter tous au même endroit. En effet, le principe de base du jeu est que des Seigneurs d'autres univers, les cosms, ont envahi la Terre pour lui voler son énergie vitale, l'énergie des Possibilités. Et, partout où ils envahissent avec leurs ponts inter-dimensionnels, la réalité de la Terre se transforme en quelque chose d'autre. Ainsi, en certains lieux de la Terre, la magie existe, en d'autres la technologie ne fonctionne plus, etc. 
Plusieurs réalités cohabitent donc dans ce monde où les héros, des Chevaliers des Tempêtes, luttent pour repousser les Seigneurs d'autres Réalités.

## Liste des parutions

### En français
- Torg - Le jeu de rôle de la Guerre des Réalités, traduit par Anne Vétillard.

Contient l'écran du Maître de jeu.

#### Suppléments de contexte
Traduction par Anne Vétillard
- Aysle
- L'Empire du Nil
- La Cyberpapauté
- La Terre Vivante
- Le Japon Technologique
- Orrorsh

#### Campagnes, Scénarios, Recueils de Scénarios
Traduction par Anne Vétillard, sauf La Cité Éternelle
- Trilogie Les Reliques du Pouvoir
  - La Carte de la Destinée
  - Le Calice des Possibilités
  - La Cité Éternelle

#### Suppléments divers
- Le Grimoire Pratique de Pixaud

#### Romans
- Trilogie Torg
  - Les Chevaliers des Tempêtes
  - Le Royaume Ténébreux
  - Le Cauchemar

### En anglais
- Torg - Roleplaying the Possibility Wars
- Torg Revised & Expanded

#### Suppléments de contexte
- Aysle
- Cyberpapacy (Contrairement à la version française, le supplément de contexte "Cyberpapacy" - Référence WEG 20508-a été édité, en version originale, séparément du supplément "The Godnet" -Référence 20556)
- Living Land
- Nile Empire
- Nippon Tech
- Orrorsh
- Space Gods
- Terra
- Tharkold
- The Delphi Council World Book #1
- The Land Below

##### Guides de Villes
- Berlin Citybook
- Los Angeles Citybook
- Tokyo Citybook

#### Campagnes, Scénarios, Recueils de Scénarios
- Central Valley Gate
- City of Demons
- Crucible of Pain
- Cylent Scream
- Full Moon Draw
- High Lord of Earth
- No Quarter Given
- Operation: Hard Sell
- Queenswrath
- The Gaunt Man Returns
- The Temple of Rec Stalek
- Wars End
- When Axioms Collide
- Trilogie The Relics of Power
- The Destiny Map
- The Possibility Chalice
- The Forever City

#### Suppléments divers
- Character Collection
- Clerics' Sourcebook
- Creatures of Aysle
- Creatures of Orrorsh
- Creatures of Tharkold
- Gamemaster Screen
- High Lord's Guide to the Possibility War
- Infiniverse Update #1
- Infiniverse Update #2
- Infiniverse Update #3
- Kanawa Heavy Weapons
- Kanawa Land Vehicles
- Kanawa Personal Weapons
- Pixaud's Practical Grimoire
- Ravagons
- The Cassandra Files
- The GodNet
- The Storm Knights' Guide to the Possibility War

#### Romans
- City of Pain
- Dragons over England
- Interview with Evil
- Mysterious Cairo
- Out of Nippon
- Strange Tales from the Nile Empire

- Trilogie Torg
  - Storm Knights
  - The Dark Realm
  - The Nightmare Dream

## Projet de nouvelle édition
En 2016, l'éditeur allemand Ulisses Spiele, acquéreur des droits du jeu Torg, annonce une nouvelle édition sous le titre Torg Eternity. La campagne de financement participatif est lancée le 1er juin 2017 et court jusqu'au 1er juillet.